# Metroid Prime 3: Corruption
Metroid Prime 3: Corruption é um jogo eletrônico de ação-aventura lançado em 2007 para Wii. É o décimo jogo da série Metroid e o último da trilogia feita pela Retro Studios, Metroid Prime, incluindo dois spin-offs feitos para o DS, Metroid Prime Hunters e Metroid Prime Pinball. Neste jogo, o jogador controla Samus Aran, a famosa caçadora de recompensas da Galactic Federation, contra os Space Pirates e Dark Samus, na guerra final contra a substância radioativa Phazon.

## História
Os eventos de Metroid Prime 3: Corruption acontecem seis meses depois dos acontecimentos de Metroid Prime 2: Echoes. O jogo começa com a chegada de Samus Aran a uma das bases da Federação Galáctica, onde ela encontra mais três outros caçadores de recompensa; Ghor, Rundas e Gandrayda.
Logo apos a chegada de Samus, a base começa a ser atacada pelos Space Pirate, mas logo depois isso se resolve. Todos os caçadores foram enviados ao planeta Norion, que está sem defesas e ao ataque dos piratas. Os esforços de Samus e dos outros caçadores impedem uma tragédia no planeta Norion, mas o grupo é atacado por Dark Samus, que envenena a todos com a energia phazon.
Agora Samus tem que impedir os planos de sua clone maligna, enquanto lida com a infecção de phazon que está corrompendo-a, ao mesmo tempo que terá que enfrentar os outros caçadores, já corrompidos pela energia phazon.